# Al-Qāriʿa
Al-Qāriʿa (arabisch القارعة, DMG al-Qāriʿa ‚Die Polternde‘; ‚Die Katastrophe‘) ist die 101. Sure des Korans, sie enthält 11 Verse. Die Sure gehört zu den frühen Teilen des Korans, die in Mekka offenbart wurden (610–615). Ihr Titel bezieht sich auf den ersten Vers.
Die Sure spricht vom Jüngsten Tag und von der Vergeltung Gottes. Die ersten drei Verse entsprechen ziemlich genau den ersten drei Versen der Sure 69 الحاقّة / al-Ḥāqqa / ‚In der es wahr wird‘, in der ebenfalls das Ende der Zeit zur Sprache kommt. Mit dem Hinweis auf den Tag, da die Menschen wie verstreute Motten sein werden, und die Berge wie zerzauste Wolle, wird der Verlust der menschlichen und der kosmologischen Ordnung beschrieben. Es folgt das angenehme Leben im Paradies als Belohnung für schwere Waagschalen, d. h. für gute Werke, und das glühende Feuer der Hölle als Strafe für leichte Waagschalen.